# Бужа (озеро)
Бужа (біл. Бужа) — озеро в Браславському районі Вітебської області на півночі Білорусі. Розташоване за 7 км від Браслава. Належить до групи Браславських озер.
Бужа розташована в басейні річки Друйка. Площа озера становить 4,18 км². Найбільша глибина озера — 9,1 м. Довжина — 3,42 км, найбільша ширина — 1,72 км. Довжина берегової лінії — 12,22 км. Об'єм води в озері складає 14,7 млн м³, площа водозбору озера — 40,7 км².
Схили котловини озера мають висоту до 12 метрів та розташовані під лісами та хмизняком. На заході схили розорані.
На озері розташовані 16 островів загальною площею 24,9 га (0,249 км²).
Поблизу берегів та островів дно піщане, в окремих місцях — галькове та кам'янисте.
Озеро слабо заростає. Ділянка прибережної рослинності не перевищує 70 метрів.
Бужа з'єднана струмками з озерами Саванар та Рака.